# Sarcophaga indusa
Sarcophaga indusa är en tvåvingeart som först beskrevs av Charles Howard Curran 1936.  Sarcophaga indusa ingår i släktet Sarcophaga och familjen köttflugor. Inga underarter finns listade i Catalogue of Life.